# Distretto di Nemyriv
Il distretto di Nemyriv (in ucraino Немирівський район?) era un distretto dell'Ucraina, appartenente all'oblast' di Vinnycja. Il suo capoluogo era Nemyriv. È stato soppresso con la riforma amministrativa del 2020.